# Masarykova cesta, Ljubljana
Masarykova cesta je ena izmed cest v centru Ljubljane. Tropasovnica ima danes značaj povezovalne ceste med Slovensko cesto in naselji, vzhodno od središča mesta. 

## Poimenovanje
Cesta je bila uradno poimenovana po češkoslovaškem politiku Tomášu Masaryku.
Pred drugo svetovno vojno se je cesta imenovala Cesta 800 let Ljubljane.

## Urbanizem
Prične se na križišču z Resljevo cesto in Trgom OF, medtem ko se konča v zavoju s Šmartinsko cesto.
Na cesto se z juga povezujeta Metelkova in Maistrova ulica ter Njegoševa cesta.
Severno od ceste se nahaja območje ljubljanske železniške postaje, južno pa AKC Metelkova mesto.

## Javni potniški promet
Po Masarykovi cesti potekajo trase mestnih avtobusnih linij št.  2, 9, 12, 12D, 25, 27, 27B in 27K.   
Na vsej cesti je eno postajališče mestnega potniškega prometa.

### Postajališče MPP
| postajališče     | št. linije                      |
| ---------------- | ------------------------------- |
| 301012 Friškovec | 2, 9, 12, 12D, 25, 27, 27B, 27K |

| postajališče     | št. linije                      |
| ---------------- | ------------------------------- |
| 301011 Friškovec | 2, 9, 12, 12D, 25, 27, 27B, 27K |